# Federazione cestistica di Grenada
La Federazione cestistica di Grenada è l'ente che controlla e organizza la pallacanestro a Grenada.
La federazione controlla inoltre la nazionale di pallacanestro di Grenada. Ha sede a Saint George's e l'attuale presidente è Carlton Frederick.
È affiliata alla FIBA dal 1975 e organizza il campionato di pallacanestro di Grenada.